# Samoilow (Insel)
Samoilow (russisch остров Самойловский) ist eine russische Insel im Lenadelta. Politisch gehört sie zum Bulunski ulus der Republik Sacha. Die auf der Insel befindliche Forschungsstation Insel Samoilow ist ein internationales Zentrum der Permafrostforschung in der russischen Arktis.

## Geographie
Die Insel liegt dort, wo zwei der größten Nebenarme der Lena auseinanderfließen, die Protoka Tumatskaja nach Norden und die Protoka Olenjokskaja nach Westen. Vom Hauptstrom der Lena ist sie etwa fünf Kilometer entfernt. Samoilow besitzt die Form eines Rechtecks mit nach außen gewölbten Seiten, ist von Südost nach Nordwest etwa 2,6 km lang und etwa 2 km breit.
Die Insel Samoilow gehört zum jüngsten Teil des Lenadeltas, der sich erst in den letzten 8000 bis 9000 Jahren gebildet hat und mit Höhen bis zu 12 m sehr flach ist. Ihre Westküste ist durch Akkumulationsprozesse mit fluvialer und äolischer Sedimentation geprägt, wobei feine bis mittlere Sande dominieren. Dagegen ist die Ostküste von Abrasionsprozessen dominiert, die zur Ausbildung einer Kliffküste geführt haben. 70 Prozent der Insel bestehen aus  Ablagerungen aus dem mittleren Holozän. Die Oberfläche dieses Teils ist geprägt von Eiskeilpolygonen, die ein netzartiges Muster bilden.

## Klima
Auf Samoilow herrscht ein arktisches Klima mit Permafrost. Der Boden ist bis in eine Tiefe von 500 bis 600 m dauerhaft gefroren. Nur im Sommer taut an der Oberfläche eine 30 bis 45 cm dicke Schicht auf.
Die mittlere Jahrestemperatur beträgt −13,6 °C. Der kälteste Monat ist der Februar mit durchschnittlich −33,2 °C, der wärmste der Juli mit durchschnittlich 9,3 °C. Die vorherrschende Windrichtung ist Nordost. Seine mittlere Geschwindigkeit beträgt 4,35 m/s. Die jährliche Niederschlagsmenge als Schnee oder Regen liegt bei durchschnittlich 319 mm.

## Vegetation
Bis auf den sandigen Westteil ist Samoilow von waldloser Feuchttundra bedeckt. Die erhöhten Ränder der Eiskeilpolygone sind mit Zwergsträuchern der Art Dryas punctata sowie Etagenmoos (Hylocomium splendens) und Österreichischem Grobzahnmoos (Timmia austriaca) bewachsen. Im feuchten Inneren der Polygone gedeihen Hydrophyten wie verschiedene Seggenarten sowie die Moose Limprichtia revolvens und Langstieliges Bruchmoos (Meesia longiseta).

## Forschungsstation
Samoilow gehört seit 1996 zum Lenadelta-Reservat, dem mit über 60.527 km² Fläche größten Naturschutzgebiet Russlands. 1998 wurde auf der Insel ein bestehendes Holzhaus der Reservatsverwaltung als Forschungsstation eröffnet, die seitdem vom Alfred-Wegener-Institut in Bremerhaven gemeinsam mit russischen Partnern für die Permafrostforschung genutzt wird. Im Jahr 2005 wurde das Gebäude erweitert und 2013 ein moderner dreiflügliger Neubau eröffnet.